# دبليو. إل. كلاب
دبليو. إل. كلاب هو سياسي أمريكي، ولد في 15 أبريل 1851 في ممفيس في الولايات المتحدة، وتوفي في 29 سبتمبر 1901 في بالتيمور في الولايات المتحدة. نشط حزبياً في الحزب الديمقراطي. وقد انتخب عضو مجلس نواب تينيسي ‏.